# زنگ برگی جو
زنگ برگی جو یا زنگ قهوه‌ای گونه‌ای بیماری است که به‌طور گسترده در بسیاری از مناطق دنیا که جو کاشته می‌شود، گزارش شده‌است. قدرت بیماری‌زایی قارچ به جو و خویشاوندان نزدیک آن محدود می‌شود. بعضی از نژادهای P.recondita نیز قادرند تا حدودی جو را آلوده کنند.
یوریدی‌های P.hordei کوچک بیضوی متمایل به گرد و زرد پرتقالی است. یوریدی‌ها منحصراً روی پهنک و غلاف برگ‌ها تشکیل می‌شوند. یوریدیوسپورها تخم مرغی مایل به کروی، زرد نسبتاً بزرگ با ابعاد ۲۴–۲۸*۲۸–۳۶ میکرون هستند. پس از رسیدن گیاه، تلیا به رنگ قهوه‌ای تیره در بافت برگ تشکیل می‌شود که در ابتدا توسط روپوست (اپیدرم) پوشیده شده‌است. میزبان واسط زنگ گیاهی، اورنیتوگالوم آمبلاتوم Ornithogalum umbellatum در مناطق اروپا به عنوان یک منبع آلودگی مطرح است، اما در مناطق شمال آمریکا که آلودگی وجود دارد، مشاهده نمی‌شود؛ بنابراین به نظر نمی‌رسد که این گیاه نقش اساسی در بقای قارچ و تولید نژادهای فیزیولوژیک جدید داشته باشد.
شرایط گرم و مرطوب برای رشد، توسعه و انتشار بیماری زنگ قهوه‌ای جو بسیار مناسب است. در مناطق معتدل یوریدی‌های قارچ روی جوهایی که در پاییز کاشته شده‌اند، زمستان‌گذرانی می‌کنند.
در حال حاضر استفاده از ارقام مقاوم، اقتصادی‌ترین شیوه کنترل بیماری است